# شهرستان زیریانسکی
شهرستان زیریانسکی (به لاتین: Zyryansky District) یک شهرستان در روسیه است که در استان تومسک واقع شده‌است.